# Feldmaikäfer
Der Feldmaikäfer (Melolontha melolontha), auch als Gemeiner Maikäfer bekannt, ist eine Art aus der Familie der Blatthornkäfer (Scarabaeidae) aus der Gattung der Maikäfer (Melolontha). Verwandte Arten sind der Waldmaikäfer und Melolontha pectoralis.

## Merkmale
Feldmaikäfer werden etwa zwei bis drei Zentimeter lang (22 bis 32 Millimeter). Der Kopf, der Thorax sowie der Hinterleib mit Ausnahme des Pygidiums sind schwarz, Beine, Flügeldecken und Fühler sind rotbraun. Die Färbung ist aber recht variabel, es kommen sowohl hellere Tiere mit rotbraunem Pronotum und Beinen wie auch dunkle, bei denen beides fast schwarz ist, vor. Die Flanken des Hinterleibs tragen eine auffallende Reihe weißer, dreieckiger Flecken; große Teile des Körpers, einschließlich Halsschild und Flügeldecken tragen eine anliegende weiße Behaarung, die aber nie ganz deckend ist, auch die Ausbildung der Behaarung ist variabel. Das Ende des Hinterleibs ist nicht von den Flügeldecken bedeckt und spitz zulaufend, es wird als Pygidium bezeichnet, es ist geschlechtsspezifisch geformt. Auf jeder Flügeldecke kann man vier glänzende Längsrippen erkennen. Die Fühler tragen eine fächerförmige Fühlerkeule. Beim Männchen bestehen diese Fächer aus sieben Lamellen, beim Weibchen sind es nur sechs. Die Lamellen des Männchens sind deutlich länger als die des Weibchens, beinahe doppelt so lang.
Typische Exemplare können an der Form der Hinterleibsspitze (Pygidium) von den verwandten Maikäfer-Arten unterschieden werden (vgl. Abb. unter Maikäfer). Dies Merkmal ist aber variabel und erlaubt nicht, alle Einzeltiere sicher anzusprechen. Insbesondere für die Unterscheidung von der selteneren Schwesterart Melolontha pectoralis muss ggf. für eine sichere Ansprache die Spitze der Parameren des männlichen Begattungsapparats verglichen werden. Dieser liegt normalerweise im Hinterleib verborgen und kann nur durch Präparation untersucht werden. Sichere Unterscheidung der Arten ermöglicht der Schlüssel von Krell.

## Larven

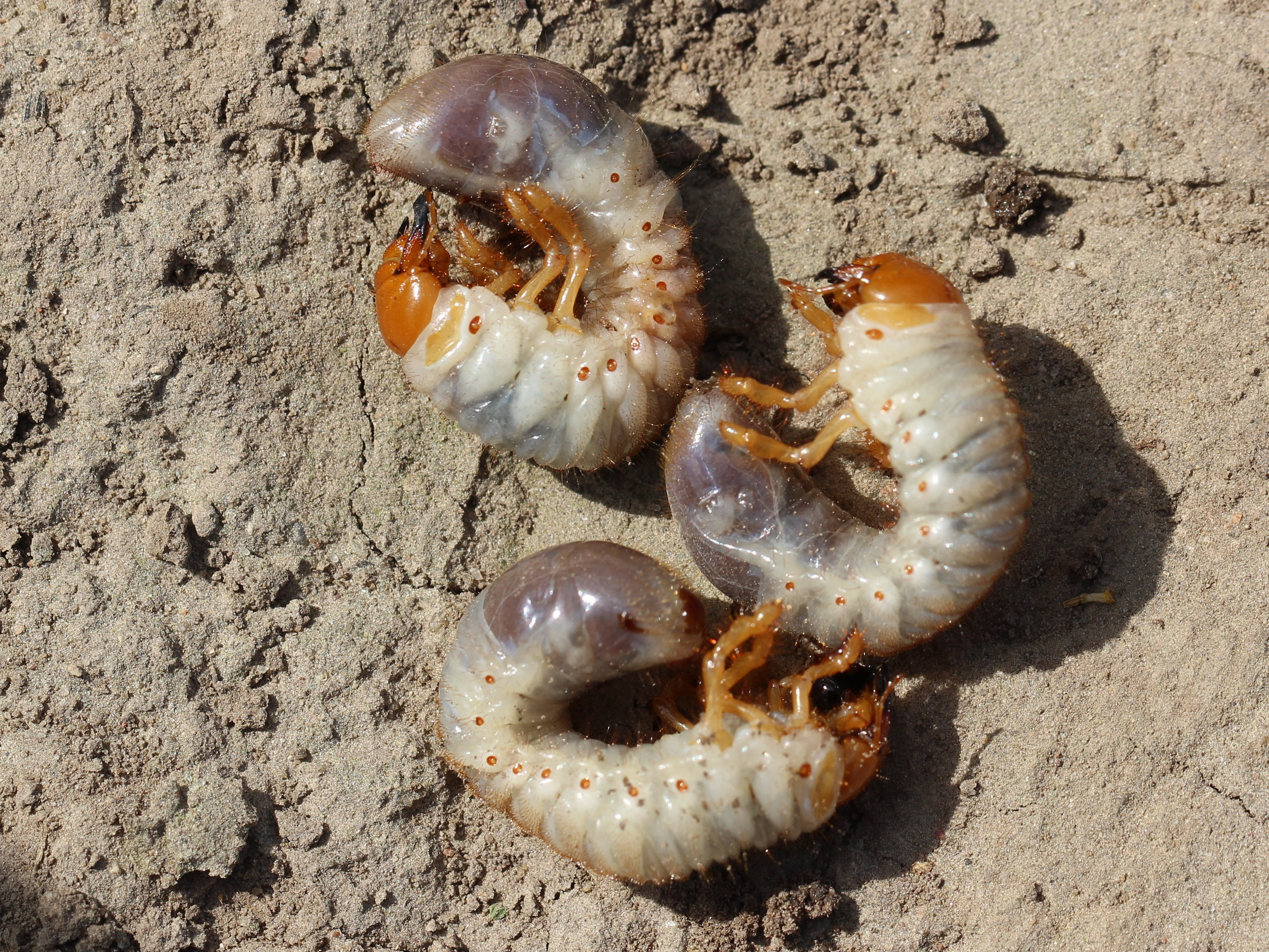
Larven

Die Larven besitzen die typische Engerlings-Gestalt, sie tragen drei kräftige Beinpaare, sind weißlichgelb gefärbt mit brauner Kopfkapsel und c-förmig eingekrümmt. Die Kopfkapsel trägt viergliedrige Antennen und kräftige Beißmandibeln. Von anderen bodenlebenden Blatthornkäferlarven mit Engerlingsgestalt sind sie vor allem an der Ausbildung des letzten Hinterleibssegments unterscheidbar. Dieses ist bei den Melolonthinae durch eine ringförmige Querfurche scheinbar zweigeteilt, so dass der Hinterleib aus 10 Segmenten zu bestehen scheint, deren letzte beide keine Stigmen tragen, während weitere Furchen oder Linien nicht vorhanden sind. Die quer verlaufende Afterspalte auf dem letzten Segment ist nur seicht ausgerandet, nicht wie z. B. bei den Junikäfern durch einen tiefen Einschnitt nach oben dreistrahlig. Das Sternit des letzten Hinterleibssegments trägt ein charakteristisches Borstenmuster, das aus einer von der queren Afterspalte ausgehenden, mittigen, langen Doppelreihe von 21 bis 30 Borsten und einem breiten Borstenfeld in der Hinterhälfte besteht, wobei die Doppelreihe das Feld nach vorne hin weit überragt. Die Larven der Maikäfer-Arten sind sich sehr ähnlich und nur schwer unterscheidbar.

## Lebensraum
Wie sein Name bereits andeutet und im Gegensatz zum ähnlichen Waldmaikäfer bevorzugt der Feldmaikäfer eher offene, unbewaldete Habitate. Der Unterschied ist aber nicht absolut, beide Arten können in aufgelichteten Altholzbeständen oder an Waldrändern vorkommen. Die Larven benötigen lockeren, gut grabfähigen, feuchten Boden, sie fehlen sowohl in sumpfigen wie in sehr bodentrockenen Lebensräumen. Die Larven kommen in einer Vielzahl von Lebensräumen, darunter Wiesen, Gärten und anderem Kulturland vor.

## Ökologie und Lebensweise

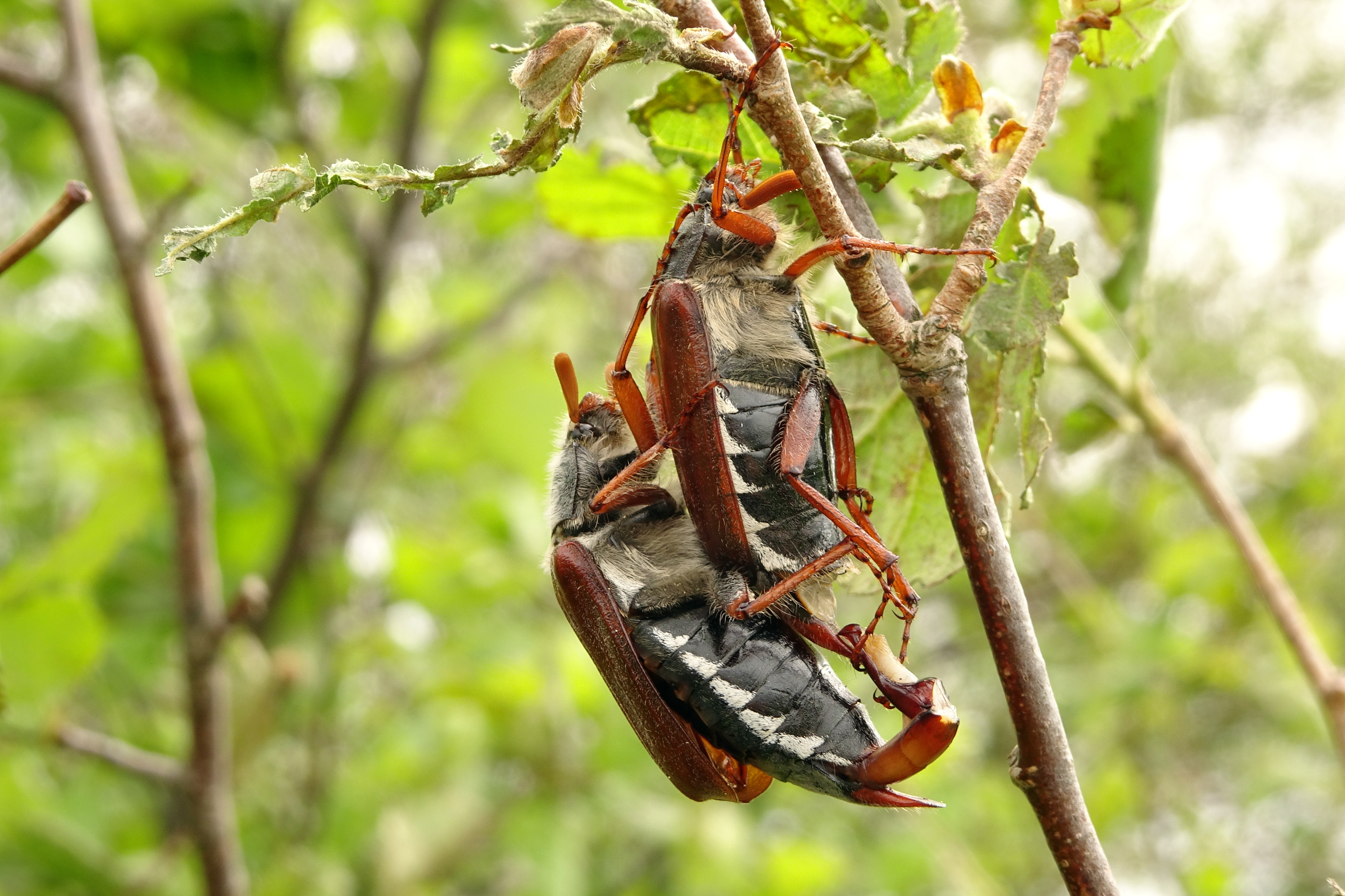
Paarung

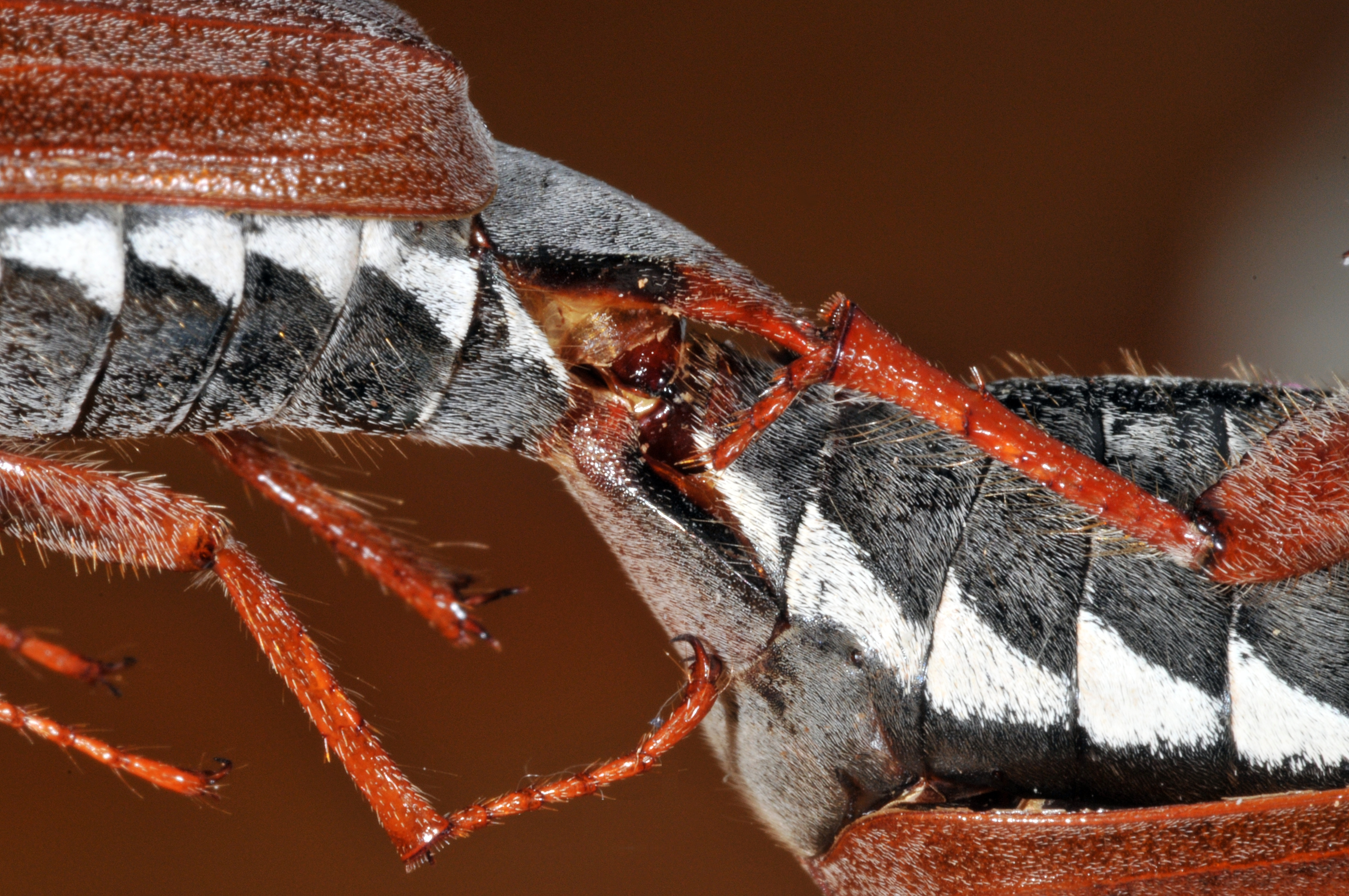
Paarung, Detail

Nach der Paarung im Frühling legen die Weibchen ihre Eier in den Boden. Sie graben sich dazu in weichen, vor allem sandigen, Boden bis in eine Tiefe von 15 bis 25 Zentimetern ein. Die 2 bis 3 Millimeter langen, weißlichen Eier werden in Gelegen von etwa 24 Stück abgelegt, jedes Weibchen legt normalerweise zwei solche Gelege ab. Die daraus nach 4 bis 6 Wochen schlüpfenden Larven, die in der Erde leben, bezeichnet man als Engerlinge. Sie ernähren sich von den Wurzeln verschiedener Pflanzenarten, sowohl Gräsern wie auch krautigen Arten, auch Wurzeln von Holzgewächsen werden ggf. abgeschält oder von außen geringelt. Obwohl die Larven in ihrer Ernährung also nicht artspezifisch (polyphag) sind, fressen sie nicht wahllos. Im Nahrungswahlversuch bevorzugten sie und gediehen am besten mit Wurzeln des Löwenzahns, gefolgt von anderen Krautarten wie Ampfer und Schafgarben, gefolgt von einigen Gräsern (Wiesenschwingel, Lolch), während mit vielen anderen Grasarten (z. B. Rispengräsern und Straußgräsern) kaum eine erfolgreiche Entwicklung möglich ist. Die Larven kriechen auf der Suche nach Wurzeln durch den Boden, wobei sie Strecken von etwa 70 Zentimeter zurücklegen können. Zur Ortung geeigneter Wurzeln dient ihnen Kohlendioxid und eine Vielzahl löslicher oder flüchtiger, von den Wurzeln abgegebener Substanzen (Exsudate), zum Beispiel Aceton, 1-Hexanol und Saccharose, die sie mit chemischen Sinnesorganen an Antennen und Tastern (Palpen) wahrnehmen, andere Stoffe wie Propionsäure und Benzaldehyd wirken hingegen abschreckend. Im Winter gräbt sich die Larve tiefer in den Boden, um Frösten zu entgehen. Der Feldmaikäfer besitzt, wie alle verwandten Arten, drei Larvenstadien. Der größte Fraßschaden wird vom dritten Stadium verursacht. Die erste Überwinterung erfolgt im zweiten Larvenstadium. Im zweiten Lebensjahr setzen die Larven den Fraß fort, wenn die Bodentemperatur auch in der Tiefe 7 °C überschreitet, meist im April. Im Spätsommer folgt die Häutung zur dritten Larve. Diese erreicht ein Lebendgewicht von etwa 3,8 Gramm. Nach zweimaligem Überwintern verpuppen sich die Larven frei in einer Puppenkammer im Boden. Im Herbst schlüpfen dann die fertigen Käfer. Diese bleiben aber bis zum folgenden Mai noch in der Puppenwiege und kriechen erst dann aus der Erde, meist in durch das Wetter synchronisiertem Massenschlupf. Dabei liegt der Höhepunkt meist etwas später (zwei bis drei Wochen) als beim Waldmaikäfer. Insgesamt dauert die Entwicklung also drei Jahre. Die Lebensdauer der imaginalen Käfer beträgt davon etwa vier bis sechs Wochen. Die meisten Käfer sterben nach Paarung und Eiablage, etwa ein Drittel der Weibchen überlebt aber und legt nach erneutem Flug in ein Waldstück und Reifungsfraß ein weiteres Mal Eier, sehr wenige schaffen sogar ein drittes Mal.
Durch den mehrjährigen Entwicklungszyklus bedingt, kommen die Generationen mit Schlupf in verschiedenen Jahren normalerweise nie in direkten Kontakt miteinander. Typischerweise sind sie nicht gleichstark, sondern einzelne erheblich individuenreicher als die anderen. Dadurch kommt es zu charakteristischen Wellen mit Massenauftreten alle drei (bzw. vier) Jahre. Solche Jahre nennt man Maikäferjahr. Im südlichen Mitteleuropa besitzen Feldmaikäfer normalerweise einen dreijährigen, Waldmaikäfer aber einen vierjährigen Entwicklungszyklus, so dass drei- bzw. vierjährige Wellen resultieren. Vom nördlichen Mitteleuropa an besitzt auch der Feldmaikäfer eine vierjährige Entwicklung. Eine vierjährige Entwicklung wird aber gelegentlich auch weiter südlich beobachtet, so bei einigen Populationen in Tschechien, ein vierjähriger Zyklus tritt auch in hochgelegenen Schweizer Alpentälern auf.
Die erwachsenen Käfer orientieren sich nach dem Schlupf optisch auf der Suche nach Bäumen oder Waldrändern, die sie an der Silhouette bis in etwa drei Kilometer Entfernung erkennen können, und versuchen anschließend, dorthin zu fliegen. Dabei kommt es durch Strukturen wie Gebäude auch zu Fehlorientierungen. Der Flug erfolgt fast ausschließlich in der Abenddämmerung. Die Käfer sind mittels spezieller Ommatidien am oberen Augenrand imstande, das Polarisationsmuster des Sonnenlichts zur Orientierung zu nutzen. Sie ernähren sich von Laubblättern von Bäumen, vor allem von Blättern von Eichen und Buchen, mitunter aber auch von Obstbäumen. Die Paarung, die mehrere Stunden dauern kann, erfolgt auf den Bäumen. Dabei orientieren sich die Männchen an flüchtigen Blatt-Alkoholen, die aus z. B. durch Fraß beschädigten Blättern entweichen, um die Weibchen zu lokalisieren; diese wirkten auf Weibchen nicht anlockend, intakte Blätter besaßen keine anlockende Wirkung für beide Geschlechter. Nach etwa 10 bis 20 Tagen Fraß fliegen die Weibchen zur Eiablage zurück in offenes Gelände. Sie bevorzugen dabei offene, nicht vegetationsbewachsene Bodenpartien.

## Verbreitung
Die Art kommt im größten Teil Europas vor, ist aber im südlichen Mittelmeerraum selten. Die Nordgrenze der Verbreitung liegt in Südschweden. Im Osten geht die Verbreitungsgrenze durch Estland, den europäischen Teil Russlands und die Ukraine etwa auf der Linie Smolensk, Kursk, Charkiw, Saporischschja, Odessa.

## Taxonomie
Die Art wurde von Carl von Linné als Scarabaeus melolontha erstbeschrieben. Sie ist Typusart der von Johann Christian Fabricius beschriebenen Gattung Melolontha (der Name stammt eigentlich von Étienne Louis Geoffroy, dieser wurde aber für taxonomische Zwecke unterdrückt.) Fabricius nannte die Art Melolontha vulgaris, dieses Synonym war bis Mitte des 20. Jahrhunderts verbreitet in Gebrauch. Es gibt Dutzende weiterer, meist sehr alter, Synonyme, die für Farbvarianten aufgestellt worden waren, die heute nicht mehr anerkannt werden. Die artenreiche Gattung hat 10 europäische Vertreter, von denen die genannten drei in Mitteleuropa vorkommen.
Anhand der mtDNA sind die mitteleuropäischen Maikäfer-Arten gut differenzierbar, dies gilt auch für Individuen, die nach morphologischer Ansprache intermediär aussehen, diese sind also nicht, wie früher oft unterstellt, Hybride. Die Arten wären also über konventionelles DNA-Barcoding gut unterscheidbar. Ob überhaupt natürliche Hybride zwischen den Arten existieren, ist nach den Befunden unklar.

## Ökonomische Bedeutung
Die Engerlinge des Feldmaikäfers gelten bei Massenvermehrung als bedeutsame Schädlinge in der Landwirtschaft. Wurzelschäden in Wiesen und Weiden durch die Engerlinge zeigen sich oft durch schlechtwüchsige, sich bald braun verfärbende Flecken. Auch forstwirtschaftliche Schäden werden berichtet, hier ist aber ihre Bedeutung meist geringer als diejenige des Waldmaikäfers (in früheren Berichten wurden die Arten oft nicht unterschieden). Der Fraßschaden der imaginalen Käfer an Bäumen ist normalerweise von geringerer Bedeutung, kann aber bei Massenvermehrung bis hin zum Kahlfraß führen und dann auch forstlich bedeutsam sein. Bedeutsam ist aber auch der Wurzelfraß des dritten Larvenstadiums an Bäumen, vor allem an Jungpflanzen, z. B. in Baumschulen oder Obstbaumkulturen.
Die früher sehr hohen Bestände des Feldmaikäfers sind etwa seit den 1950er Jahren in Mitteleuropa stark zurückgegangen. Darüber ist wegen der hohen Bekanntheit der Art ausgiebig berichtet worden (vgl. unter Maikäfer). Parallel zum Anstieg der Waldmaikäfer-Bestände wurde auch der Feldmaikäfer ab den 1980er Jahren wieder häufiger und erreicht lokal wieder Massenbestände (Gradationen). Die Gründe, sowohl für den Rückgang wie für die Erholung, sind unbekannt.

## Feinde und Bekämpfung
Käfer und Larven werden gern von zahlreichen Vogelarten gefressen, wenn sie diese erreichen können. Obwohl die Bedeutung von Vögeln als beachtlich gilt, ist es schwierig, sie zu quantifizieren. Bei einer Untersuchung am Mittelrhein (Lorsch) war der wesentliche Mortalitätsfaktor für die Art ein pathogenes Bakterium, die zu den Rickettsien gehörende Rickettsiella melolonthae, der dort etwa die Hälfte der Engerlinge zum Opfer fiel. Erkrankte Engerlinge kamen im Spätherbst an die Bodenoberfläche, wo sie verendeten, auffallend war ihre bläulich verfärbte Körperfarbe (deshalb auch „Blaue Seuche“). Ein regional wichtiger Antagonist ist die parasitoide Raupenfliege Dexia rustica. Die Fliege legt ihre Eier auf den Waldboden, die ausschlüpfenden Junglarven graben dann selbständig nach Engerlingen, in die sie eindringen. Die Parasitenlarve überwintert im Wirt, den sie beim Ausschlüpfen im Frühjahr dann abtötet.
Ein wesentlicher Mortalitätsfaktor für Engerlinge ist auch der insektenpathogene Pilz Beauveria brongniartii. Die Art wird kommerziell, z. B. unter dem Handelsnamen „Melocont Pilzgerste“ zur biologischen Schädlingsbekämpfung angeboten. Auch parasitische Nematoden wurden als Bekämpfungsagenten vorgeschlagen, so Stämme von Heterorhabditis downesi, Heterorhabditis bacteriophora, Steinernema feltiae und weitere Arten. Auch der Nematode Steinernema glaseri (und ein anderer Steinernema-Stamm) erwies sich als effektiv, gegen seinen Einsatz in Mitteleuropa bestehen aber ernste Bedenken, weil es sich um eine amerikanische Art handelt.
Traditionell wurden Insektizide wie DDT zur Maikäferbekämpfung auch im Wald eingesetzt, oft von Flugzeugen aus versprüht. Diese Bekämpfungsmethode ist heute vielfach wegen ihrer zahlreichen ökologischen Nebenwirkungen in Misskredit geraten, sie ist aber bis heute z. B.in Polen üblich, wo das Neonicotinoid Acetamiprid von Hubschraubern aus eingesetzt wird. Auch in Deutschland wurden bis in jüngste Zeit z. B. der Phosphorsäureester Dimethoat gegen Maikäfer im Wald versprüht.

## Feldmaikäfer und der Mensch
Als ziemlich große und häufige Käfer, die darüber hinaus einfach zu fangen waren, waren sie bei Kindern als Spielzeug sehr beliebt. Die Maikäfer wurden je nach Färbung von den Kindern dann in drei Gruppen getrennt, die unterschiedlichen Tauschwert hatten: Schornsteinfeger (dunkel mit wenig Behaarung), Müller (mehlig weißlich behaart) und Kaiser (rötlicher Kopf und rötliches Brustschild, selten).
Zeugnis von der Häufigkeit und Beliebtheit geben heute noch das Kinderlied Maikäfer, flieg und der fünfte Streich von Max und Moritz sowie das Lied Es gibt keine Maikäfer mehr von Reinhard Mey.
Die Häufigkeit im Massenflugjahr 1938 lässt sich in Schleswig-Holstein ersehen. Damals wurde für jedes abgelieferte Kilogramm Maikäfer eine Prämie von 5 Pfennigen ausbezahlt, für die das Reichsernährungsministerium aufkam. In Schleswig-Holstein wurden insgesamt 192.812 kg Maikäfer abgerechnet, bei einem Lebendgewicht von etwa einem Gramm also fast 200 Millionen Käfer. Bei einer Massenvermehrung in Bern in den Jahren 1478/79 wusste der Magistrat keinen Ausweg, als die Kirche um Hilfe zu bitten. Daraufhin eröffnete der Bischof von Lausanne gegen den „Inger“ (andernorts auch „Enger“, daraus wurde später der Engerling) einen gerichtlichen Prozess (vgl. Tierprozess), in dem er offiziell verurteilt und verdammt wurde.

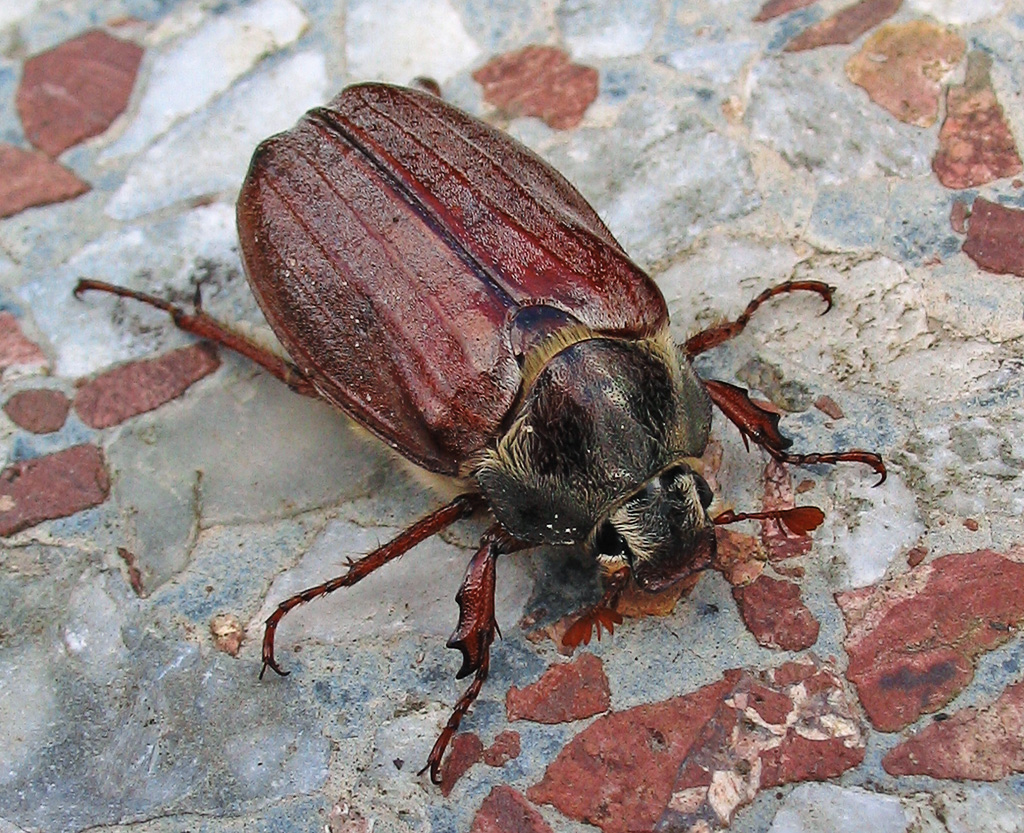
Feldmaikäfer – Weibchen
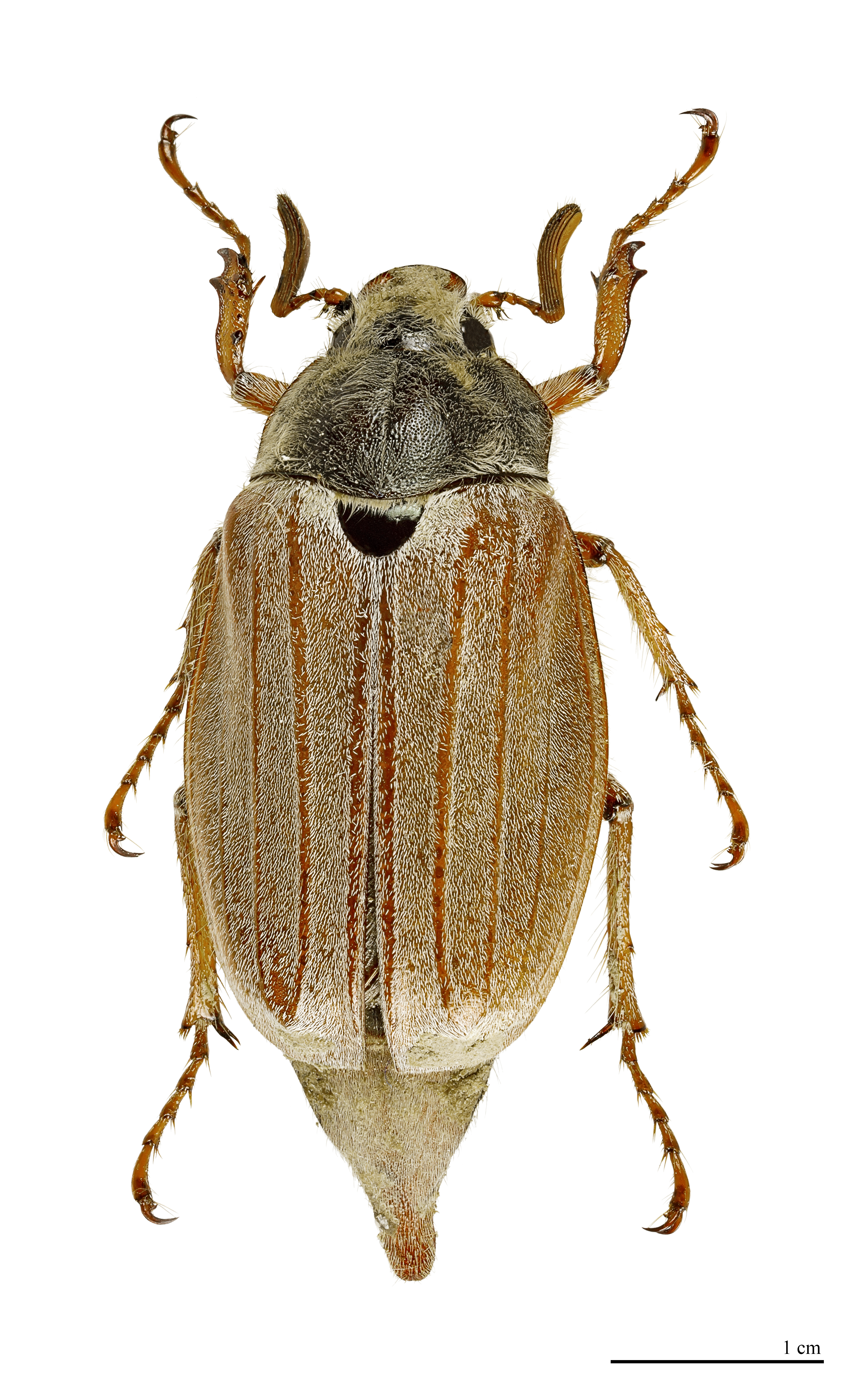
Feldmaikäfer – Männchen
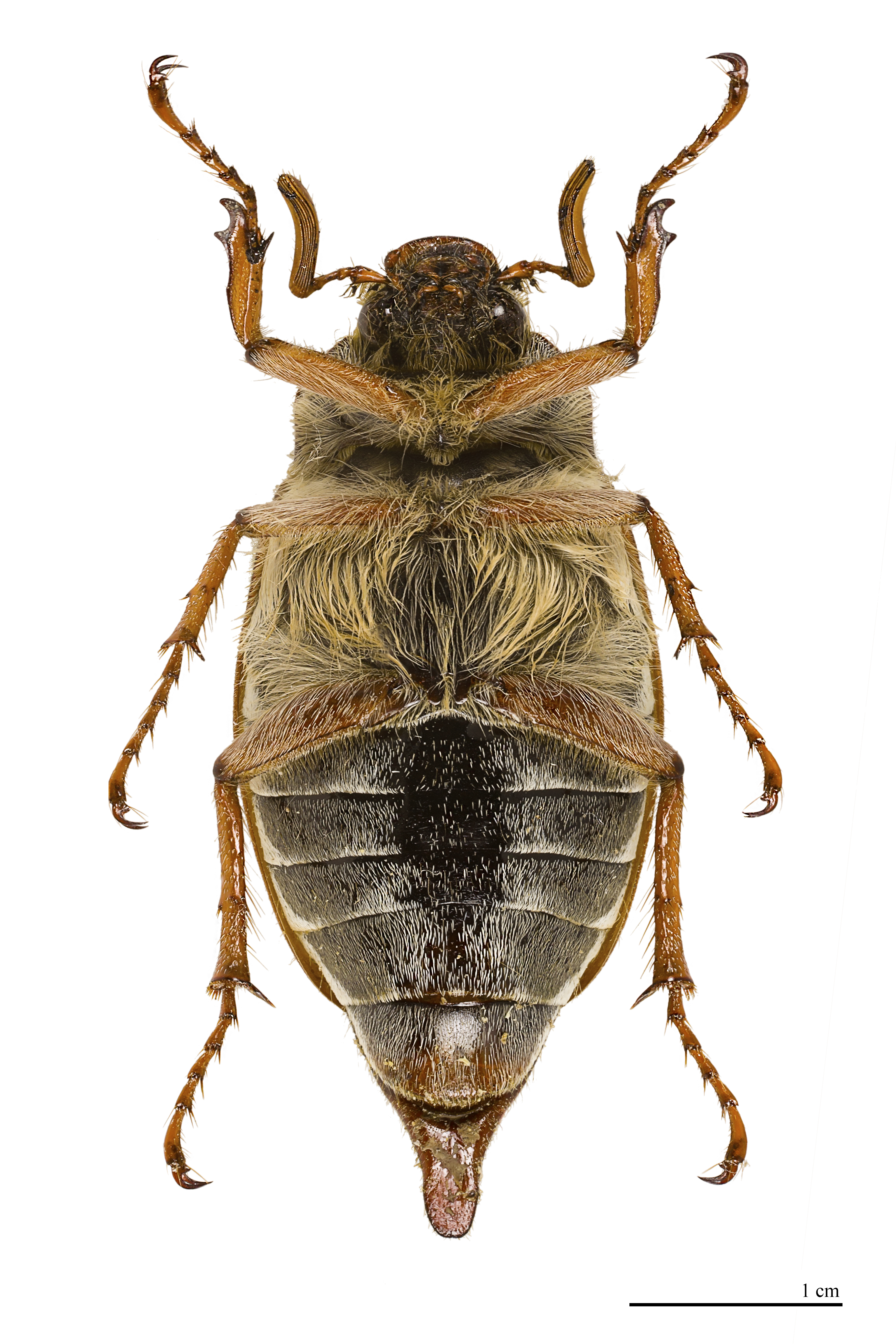
Unterseite
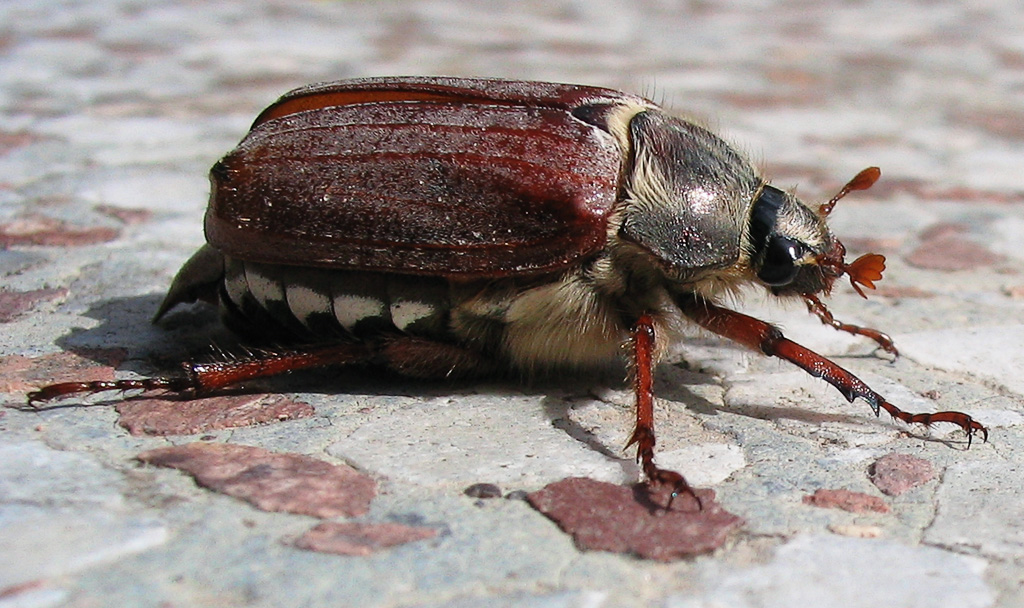
Melolontha melolontha
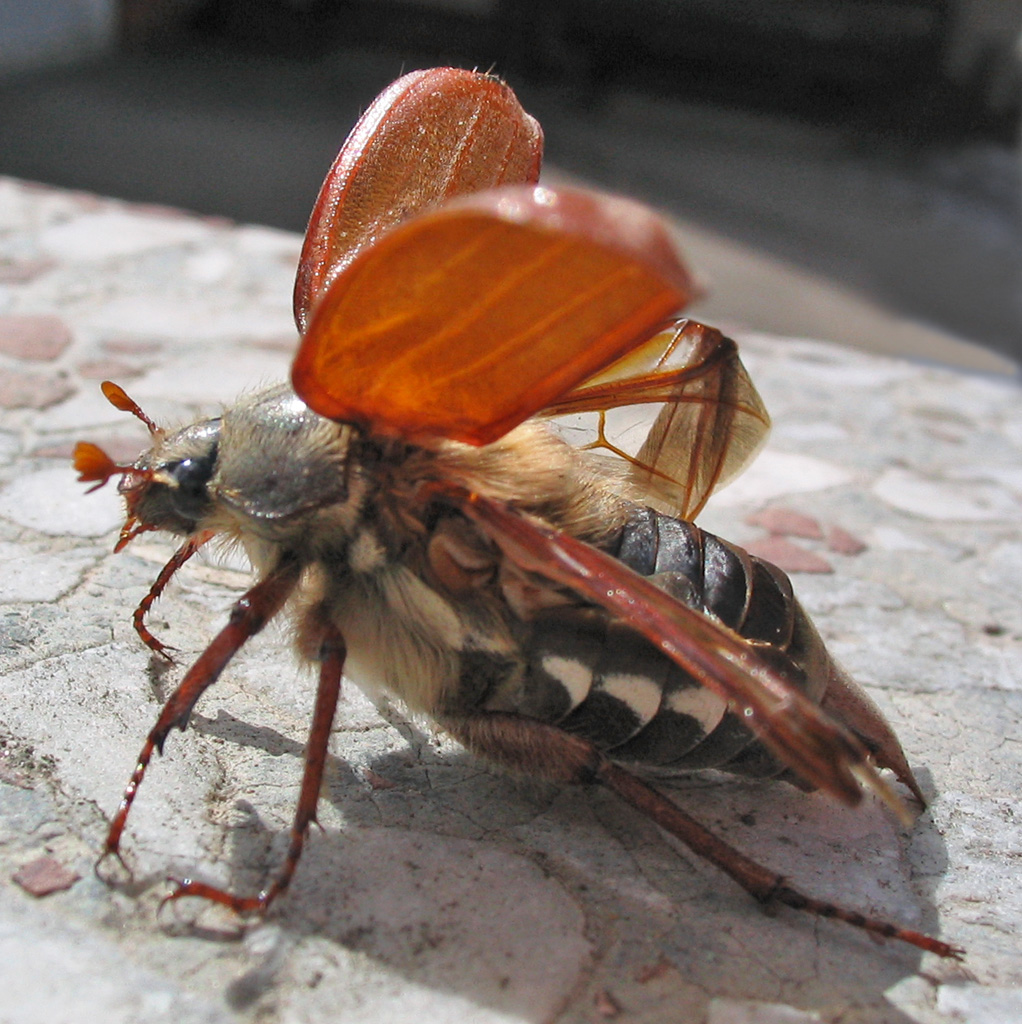
Feldmaikäfer kurz vor dem Abheben